# マシュランボー
『マシュランボー』 は、2000年2月5日から同年9月23日にテレビ朝日系列（ただしフルネット局のみ）で放送されたテレビアニメ作品。放送日時は毎週土曜18時28分から18時58分。

## 概要
西遊記をモチーフにして製作されたオリジナルアニメ作品。冒険物としてスタートしたものの、途中からバトルアクションがメインとなる。一部地域で裏番組が人気を誇っていた『HUNTER×HUNTER』だったこともあって平均視聴率は3.5%と苦戦し、打ち切りとなった。この作品を最後に、『夢の星のボタンノーズ』から続いてきたアニメ枠は実質上廃枠となった。なお、テレビ朝日・東映アニメーション制作のアニメ番組における後番組として金曜深夜の『勝負師伝説 哲也』が継ぐ事になったが、関東ローカル枠に降格となり、大半の系列局では遅れネットもされなかった。そのため、全国ネット枠としては2002年11月に土曜夜19時30分枠で『釣りバカ日誌』が開始されるまで途絶えることになった。
東京国際アニメフェア2008において、総集編の第1部『心を力に』と第2部『終わらない地球』（1部・2部とも各90分）の構成による前後編の2部作で映画化されることが発表されたが、その後2008年9月21日に同タイトルの総集編DVD全2巻が発売された。
コミックボンボン（講談社）に、岩本佳浩の描いたコミカライズが連載された。

## あらすじ
人類が滅んで300年後の地球は、マトリクサーと呼ばれる新生命体によって支配されていた。その中でコールドスリープから目覚めたヤクモは、生き残っている人間を求め西の地センターへ向かう。偶然通りかかったエテ村の滝で、村人によって罰せられ吊るされていたマシュラを救い、道中で出会ったサーゴ、クータルも同行し旅を続ける。

## 登場人物

### 主要キャラクター
マシュラ
声 - 高山みなみ
主人公。ヤクモと旅をする、額に金環を着けたマトリクサーの少年。2050年の8月25日生まれの12歳。
容姿は怪物じみた姿が多いマトリクサーのなかでは珍しく、人間と大差ない姿をしている。ハイパーフォームに変身すると、真紅の仮面と鎧を纏った槍術戦士となり、非常に高い戦闘能力を発揮する。12話で謎の老師の修行で「ゴーバクファイヤー」などの必殺技を覚え、更にエッグカードの力で、「ファイヤーアタック」「バーニングクロスアタック」「ファイヤーツイスター」「ファイヤークラッシュ」「ファイヤースラッシュ」などの、炎の力を利用した必殺技を会得。
口悪く我侭で自己中心的だが、自分を救ってくれたヤクモに対しては恋心すら超えた感情を抱き、彼女のために命をかけて戦うことも厭わない。また、サーゴ、クータルのゴーバクカードを挿入することにより、マシュランボーに合体・変身することができる。
第1部ラストにサタンマシュランボーを「心の力」で起こした奇跡で倒すが、すでに体は限界を超えていたため、ヤクモの目の前で、サーゴ、クータルと共に消滅。
その後、オリジナルマシュランボーによる人類滅亡が回避されたことで歴史が変わった第2部では、ビンカからマシュランボーの力の根源である3つの宝石の内一つを受け取り、再びセンターを目指して西へ旅立つ。旅の過程で、歴史改変で消えた第1部での旅の記憶が戻っていく描写がある。
漫画版では、一時はヤクモと対立した賞金稼ぎの少年。ハイパーフォームに変身後の姿のオリジナル設定として、最初から必要に応じて背中から翼を出して空を飛ぶことができる。また、上記の通り最終決戦後にハイパーフォームの姿に似た青年に成長し、ヤクモと結婚。一児の父親となる。
フェニックスマシュラ
パワーアップしたマシュラの新たなハイパーフォーム。フェニックスの名の通り、背中に不死鳥を思わせる翼を持ち、鎧のデザインも鳥を意識したものに変わる。第一部のサタンマシュランボー戦では仮面の一部が壊れ、素顔が露出していた。また、サタンマシュランボーを倒したのはこの姿である。
漫画版では“誰かを守る力”の意味を理解したマシュラが得た最強の姿であり、ゴールドマシュランボーやゴッドマシュラは登場しない。
必殺技は鳥の形をした炎の塊を拳と共に放つ「カイザーフェニックス」。
ヤクモ
声 - 皆口裕子
ヒロインで物語の世界ではただ一人の人間。フルネームは「神童八雲」。16歳の少女。
本編より300年前の時代の人間だが、隕石衝突とそれに伴う地軸の傾きの影響に加え、マトリクサーの反乱により人類が滅亡していく中、ある事情から父・神童博士の手により冷凍睡眠に入れられ、地軸が安定した300年後に目覚る。父の遺言である録音音声を聞き、道中で出会ったマシュラたちと共にセンターへと旅をする。
かなりの美貌の持ち主でもあり、性格も慈悲深く非常に優しいため、旅をする3人を見事に骨抜きにしており、クータルの弟妹たちやビンカからも、姉のように慕われている。
その性格故に、戦いで物事を解決させることや相手を殺すことを嫌っており、自分の命を狙ってきた相手であっても許してしまうことが多く、それゆえに危険に陥ることもしばしば。ただ鈍感なためマシュラの恋心（？）に気づいていない。恋愛ごとに無関心な彼女も、爬虫王リュウマとの初対面のとき彼の美貌に顔を赤らめる場面もあった。何度も間一髪で救ってくれるハイパーマシュラの姿にうっとりとなる一面も。
また、強大な力を秘めていて、第2部では彼女の力についての謎が、話の中心になる(最終的に、皮肉にもそのヤクモの力が、結果的に彼女の死につながることになる)。
漫画版では、やや天然ボケな面が追加されたが基本的な性格面はアニメ版と同じ。だが、あくまでも心の強いただの人間として描かれ、アニメ版（特に第2部）で見せた超能力は持っていない。上記の通り、最終決戦後に青年の姿に成長したマシュラと結婚し、一児の母となる。また、人間とマトリクサーの「共存の村」を作ることを提案したのも彼女だという。
サーゴ
声 - 川津泰彦
英語混じりの口調と、ヘルメットにマントが特徴の爬虫類マトリクサー。ただし、手や顔など露出した部分の肌や顔立ちはマシュラ同様、人間に近い。マシュラの幼馴染。
知的でキザで計算高い性格で、アウトローな流れ者だったが、マシュラやヤクモと旅をしているうちに考えが変わり始める。
水を操るのが得意だが、防御力は低い。ハイパーフォームに変身すると、水棲類や竜をモチーフとしたような青年の姿に変化し、水の力を利用した「アクアトルネード」「アクアドラゴン」などの技を使う。
マシュラ同様にサタンマシュランボーを倒した後は消滅し、歴史が変わった第二部ではギャンブラーとして過ごしていたが、ビンカからマシュランボーの力を司る三つの宝石の内一つを受け取り、力を取り戻しセンターを目指して西へ旅に出る。
漫画版では第1話の時点でヤクモと一緒に行動していたのはマシュラではなく、サーゴとクータルで、マシュラはこの2人の次に仲間となっている。漫画版最終話エピローグではマシュラ同様ハイパーフォーム似の青年に成長しており、ヘルメットを外した姿を披露した。ヤクモ提案の"人間とマトリクサーの「共存の村」"建設に協力しているらしく、クータルと各地を飛び回っていたようで、マシュラとヤクモの結婚や長女の誕生などは帰ってくるまで知らなかった様子。
クータル
声 - 龍田直樹
大食漢で大らかな猫マトリクサー。「〜なんだな」「〜なのよねん」などのやわらかい口調で穏やかな性格。
元々はコックだったが、食い逃げを働いてクビになった経緯を持つ。マシュラたちとは、偶々撮った記念写真にセンターらしき建物の影が写ったことがきっかけで、旅に同行する。一行の料理担当かつムードメーカー。
ハイパーフォームに変身すると獅子のような容姿となり、「ランドスマッシャー」「クロスクラッシャー」などの大地の技を使う。
マシュラやサーゴと同様にサタンマシュランボーを倒した後は消滅し、歴史が変わった第二部では普通のマトリクサー（こちらはエテ村のコックのため、マシュラとは馴染み）として過ごしていたが、ビンカからマシュランボーの力を司る三つの宝石の内一つを受け取り、力を取り戻しセンターを目指して西へ旅に出る。
漫画版ではやや口調が関西弁風になっている。最終話エピローグでは前記の通り、サーゴと各地を飛び回っていたらしい。また、エピローグにて顎鬚を蓄えていた。
ハクバー
声 - 柏倉つとむ
神童博士（ヤクモの父）がヤクモのために残した人工知能搭載ビークル。主に移動用として活用している。ヤクモを見守っていて、優しい心の持ち主。
七大将軍のゴーバクカードを取り込むことで、時空間の移動が可能となる（当初はこれが、センターへの道標だった）。他にも挿入したゴーバクカードの特性を再現することができ、蜘蛛を模した形態では機体後部から糸を射出可能。
漫画版でも重大な役割を持っている。七大将軍のゴーバクカードを取り込むことで、衛星軌道上に待機しているセンターを地上に呼び戻す機能がある。最終決戦直後に大破したが、最終話エピローグにおいて、自走式の小型メカになっている。

### マシュランボー
破壊神マシュランボー（オリジナルマシュランボー）
伝説の超戦士で、300年前に人類とマトリクサーの最終戦争で、人類を滅亡へと導いた張本人であり、マトリクサー七大将軍の7人目。その実力は華麗にして最強、善悪を超越した存在とされ、その強大な力は他の将軍とは比較にならない別次元の域であり、その存在感は天地の全てのものを畏怖を抱かせる。
ヤクモの父を殺害したのも彼である。人類の希望と言われたセンターを破壊してヤクモの父を殺害、冷凍睡眠しているヤクモを抹殺しようとしたが、ヤクモの持つ強力な力によって倒される。その際にマシュランボーの力の根源である3つの宝石は空へと飛び去り、それを拾ったマシュラ、サーゴ、クータルによって継承されることになる（その3つの宝石は、元々は300年前に地球に飛来した大隕石から飛び出した二つの強大なエネルギーの片割れとも言われている。）。
300年前のオリジナルマシュランボーは非道の限りを尽くした悪だったが、現在の彼は正義というよりヤクモのために戦う。理由はどうやらマシュラ自身が本体（柱）であるため。
容姿はマシュラ同様にマトリクサーには珍しく人間そっくりな姿をした、美貌の剣士。武器は鋭利な刀剣。もともと悪の将軍のため顔は若干凶悪めである。ハイパーフォーム無しでも、その強さはハイパーフォームも持つ他のマトリクサーや、タイムスリップにより過去に訪れたマシュラ達を終始苦戦なく圧倒する等、その実力は、他のマトリクサー七大将軍を遥かに凌駕していた。
だが、マシュラ達が合体した現代のマシュランボーは、登場が序盤である事が災いし、物語が後半になるにつれてバトル物の宿命である「強さのインフレ」に付いて来れず負けることが多くなり、最後はマシュラの最強形態ゴッドマシュラ（後述）が登場するなど、番組タイトルにもなっているキャラクターの割には扱いが悪い。尤も、物語後半でも元・悪の将軍にふさわしい凄みを発し、アイリスを威圧しなおかつ圧倒するなど、圧倒的な強さも見せている。
漫画版では、ヤクモ護衛用のマトリクサーと設定され、いつも影でヤクモを見守っていた。ヤクモに対しては敬語で話し、「ヤクモ殿」と呼ぶ。
リュウマとの戦いで、サーゴとクータルが破れた恐怖心からマシュラが2人のカードを取り込み、ブラックマシュランボーに合体変身し暴走した際に姿を現す。彼が言うには、漫画版でのマシュラ達は、彼が誕生する際に合体する3人のマトリクサーの予備の子孫。なお、合体前のマトリクサーたちの姿はマシュランボーの説明シーンでシルエットのみ登場。
護衛用とはいえアニメ版並の戦闘力があるらしく、その圧倒的な力で暴走したブラックマシュランボーや他の将軍を倒したが、漫画版のラスボス、キングマトリクサーに恐怖し何も出来ないまま、瀕死の重傷を負い自信を失う。しかし、「ヤクモの護衛用マトリクサー」の使命ではなく、あくまで大切な人を救うために戦いに赴く、マシュラ達の姿に再起。キングマトリクサーに取り込まれたヤクモを救うために、ゴーバクカードになって、強制融合しヤクモとの繋がりを絶つ。その後はマシュラが助けるとモノローグで語っていた。
なお、漫画版のマシュラ達はブラックマシュランボーにしか合体しておらず、ゴールドマシュランボーは登場しない。マシュランボー自身もブラックマシュランボーの暴走を止める以外はマシュラ達を「まがい物」呼ばわりし、キングマトリクサーの脅威を知って、3人のためを思ってヤクモが別れを告げた途端に「使われない道具に用は無い」と殺そうとするなど、いわゆる「味方側にいる極悪人」扱いの上に、他の将軍と戦うなどの活躍は描かれずに、現れたキングマトリクサーに瞬殺されヤクモを奪われるなど、アニメ版以上に扱いが不遇である。
悪魔王サタンマシュランボー
第1部のラスボス。無限迷宮により現れた300年前のオリジナル･マシュランボーが他の六大将軍のゴーバグカードと融合して、変身した姿。その容姿は他のマトリクサー並に怪物じみた物になる（名前のサタンが魔王の意味から、そのような姿をしている）。また融合前と比べ邪悪さが強調されたためか口調がかなり悪人染みている。
六大将軍のゴーバクカードと融合しているため、時間停止などの六大将軍の固有の能力など幾つもの特殊能力を有する。元々六大将軍は、マシュランボーから分離した分身体で、再融合する意味で本来の力を取り戻したため、この姿はマシュランボーのハイパーフォームに相当する。
ゴールドマシュランボーを倒すが、分離してハイパーフォームに変身したマシュラ達の奇跡により敗れた。
漆黒の破壊神ブラックマシュランボー
爬虫王リュウマが、世界支配の野望のために、科学者・バートルに作らせた「ブラックカード」の力で誕生させた、悪の破壊神。見た目の違いは、鎧や髪の色と目のクマドリのみ。
マシュランボーが、善悪を超えた存在であることに目をつけ、合体時に3人の精神をブラックカードで封じ、破壊神としての本能のみを開放、意のままに操ろうとした。しかし、ヤクモの記憶までは封じることができず、彼女を悲しませたリュウマへの怒りから力が暴走。その力は、リュウマが巨竜型マトリクサー・グランドラと合体した、「グランリュウマ」ですら敵わなかった。
この暴走による世界崩壊の危機は、ヤクモの優しい心と、勇気ある行動で免れた。
漫画版では上記の通り、リュウマの力に恐怖したマシュラが力だけを求めて合体した結果誕生。こちらでの見た目の違いはアニメ版と同様に髪や鎧の色に加え、顔に模様がある点。
リュウマを倒すが、周囲を破壊し続け、ヤクモも攻撃に巻き込まれかけるが、オリジナルのマシュランボーが介入した結果、ヤクモは無事だった。漫画版では暴走を止めたのはマシュランボー。彼の一撃で倒され、3人は分離した。
黄金の守護神ゴールドマシュランボー
マシュラ達が合体して誕生するマシュランボーの最強形態。ゴールドの名の通り、髪や鎧が金色になり、全身に金色のオーラを纏っている。
第1部ではヤクモを守るという気持ちが起した奇跡で、第2部ではハクバーと七大将軍のゴーバグカードと合体して変身した。

### マトリクサー六大将軍
昆虫王ドッカク
声 - 内海賢二
昆虫族マトリクサーを統べる王で、マトリクサー7大将軍の1人目。
その巨体から繰り出す剣圧は対峙する者を圧倒し、額の角から放出する電撃は全てを爆砕させるだけの威力を持つ。
爬虫王リュウマ
声 - 小山茉美、安井邦彦（グランリュウマ）
爬虫族マトリクサーを統べる王で、2人目に登場したマトリクサー七大将軍。金髪の美少年。
ドラゴンを操る能力を持ち、グランドラとゴーバクカード合体することで、グランリュウマになる。
ブラックカードという悪のカードをマシュランボーに挿入させ「ブラックマシュランボー」を創り出し、彼を下僕にさせ世界を征服しようと企む。趣味は美しいものをコレクションすることで、最後の人間ヤクモを花嫁にしようとする。しかし式の最中、悪に堕ちてなおヤクモを忘れられないブラックマシュランボーに手下を一掃され、最後の手段として″グランリュウマとなって戦うが、圧倒的な力の前に倒される。
漫画版では、自分こそが世界で一番美しいとするナルシストキャラとなっており、アニメ版と反対にヤクモを「不細工」と罵るほど。その暴言に、ヤクモはショックを受けていた。
自分の顔に傷をつけたサーゴに怒りを爆発させ、グランリュウマに変身。2人を倒しマシュラをも追い詰めるが、恐怖心から力を求めてサーゴとクータルのカードを取り込み、合体変身したブラックマシュランボーによって返り討ちにされた。
鳥獣王ルシフェーヌ
声 - 潘恵子
鳥獣族を統べる王で、3人目に登場したマトリクサー七大将軍。貴婦人然とした女王であり、無限迷宮など時間を操る能力を持つ。
人間に対し激しい憎悪を抱き、マシュランボーの心を離さないヤクモが気に食わなかった模様。
残り3体のマトリクサー六大将軍である海洋王クラーケン、猛獣王ダイハンガー、幻獣王キマイラスの3枚のゴーバクカードも彼女が所持している。加えて、これまでヤクモ達が集めたドッカク、リュウマのゴーバクカードを奪い取ることで、マシュランボーを除く七大将軍、"マトリクサー六大将軍"のゴーバクカードを(実質)全て手中におさめ、ゴーバク合体により六大将軍全員のゴーバクカードを自身に集結させることでゼネラルモンスターとなる。
過去のマシュランボーの悪事を見て、意気消沈するマシュラ達の前でヤクモを痛めつけるが、それでも希望を信じて進もうとするヤクモの思いにより希望を取り戻した3人により、一気に窮地に立たされ、さらにはゴールドマシュランボーにまで合体を許してしまう。
最後の手段として、異次元を通して過去からオリジナル・マシュランボーを呼び込み合体を試みるも、逆に彼の圧倒的な力の前に他の将軍のゴーバクカードもろとも吸収されてしまった。
漫画版では、マシュラ達を助けたダイゴのいる浮き島を襲撃。一度はマシュラを倒すがフェニックス・マシュラに進化したマシュラの力を吸収しきれず敗北。エッグカードとなる。ちなみにエッグカードになった際には、まるで憑き物が落ちたかのように可憐な美女になったルシフェーヌの姿が描かれていた（ある意味では、これが彼女の本来の姿であるとも言える）。
なお、漫画版では他のマトリクサー七大将軍のカードは、マシュランボーが所持していた。
海洋王クラーケン、猛獣王ダイハンガー、幻獣王キマイラス
マトリクサー七大将軍の3人。
本編中、既にゴーバクカードとなっていた。

### 第1部のサブキャラクター
レイ
声 - 山田ふしぎ
クータルの弟でセンの双子の兄。緑の服を着ている。
漫画版最終話エピローグにおいて、髭を生やす前のクータルによく似た風貌に成長している。
セン
声 - 沢口千恵
レイと同じくクータルの弟で双子の弟。レイ、サンジュとの仲のよさは抜群。青の服を着ている。
漫画版最終話エピローグにおいて、眼鏡をかけた学者風の青年になっている。
サンジュ
声 - 前田愛
クータルとレイ・センの妹。ピンクの服を着ている。可愛いものやかっこいいものに憧れる傾向がある。一人称は「サンジュ」で「～だモン」が口癖。
漫画版最終話エピローグにて、年相応に成長した姿を見せている。サーゴと交際しているような描写があり、クータルはそのことを知らなかったらしく慌てていた。
ギャザ
声 - 中尾隆聖
爬虫王リュウマに仕える爬虫族の闘将のマトリクサー。頭から生える蛇に咬まれた相手は石化する。この能力により、ヤクモも石化してしまう。
ハイパーフォームになり、サーゴとクータルを倒しマシュラを追い詰めるが、2人のカードを取り込んだマシュランボーに敗れた。
デスクロウ
声 - 古川登志夫
鳥獣王ルシフェーヌ親衛隊隊長の鳥獣族マトリクサー。エッグカードの力を手に入れ、マシュラ達と死闘を繰り広げた。
1度はマシュラを下すも、エッグカードの力を手に入れたマシュラの必殺技「バーニングクロスアタック」を受け敗北した。
ナレーション
声 - 銀河万丈

### 第2部のサブキャラクター
ゴッドマシュラ
声 - 高山みなみ
300年前、ラナンキュラスを隕石に封印した神の戦士で、マシュラの真の姿。
他の戦士たちと共にラナンキュラスを一度隕石に封印したが、その身はゴッドカードとなり、封印時の余波で2つに裂けてしまう。そのうちの一方から生まれたのが、マトリクサーとしてのマシュラである（そのせいか、エテ村では「マシュラは岩から生まれた」という噂があり、サーゴも聞いたことがある）。
マシュラがラナンキュラスと戦い、愛するヤクモを失った際、その怒りに隕石が呼応し、ゴッドマシュラとしての力の一部が露見。そして、マトリクサーとしてのマシュラの命が消え去った時、マシュラの体と隕石に残ったゴッドカードの片割れ、2つのゴッドカードの欠片の力で全ての記憶を取り戻して、復活した。
2つのゴッドカードの片割れ同士が再融合して、真の力を発揮する。
ラナンキュラスを再度追い詰めるも、その圧倒的な力は、マトリクサーとしての体の時でも余波だけで地球を破壊してしまうほどであり、本来の力と姿を取り戻した際には太陽系すらも破壊してしまい、その影響で太陽の破片が地球に向かって落下してきてしまう。
最後は地球を救うため、ヤクモの魂と一緒に、ラナンキュラスを道連れに太陽の破片に特攻する。
しかし、エピローグにおいてゴッドカードは地球へと帰っていく描写があり、さらにマシュラらしき影が現れてゴッドカードを拾ったため、マシュラは何らかの形で生存したとも取れるラストになっている。
ビンカ
声 - 久川綾
第2部に登場した、ヤクモを慕う少女。2年前に、父親を亡くして身寄りがなくなったところを、ヤクモに救われた過去を持つ。
マシンガンとバズーカを武器に、「ウェルカメ」という移動式メカに乗って戦う。
身動きが取れないヤクモの願いでマシュラ、クータル、サーゴをヤクモのいるセンターへ連れて行く役目を担っており、改変された現在にてヤクモの代わりにエテ村で晒し者にされていたマシュラを、バズーカで過激に助けた。
なぜかマシュラのことを「親分」と呼んで慕っているが、結局、彼女の正体は不明なままだった。

### カードリアン
ルナリア
声 - 金月真美
カードリアンの参謀の女性。魔方陣による特殊攻撃を得意としている。
トロルカードリアンを用いてマシュラ達と交戦し、自身は戦闘員とともにヤクモの遺体を探すが、実はヤクモは生き延びており、彼女の力の前になすすべもなく消滅した。
アイリス
声 - 江川央生
カードリアンの幹部。ロボコップのようなバイザーを装着している、武力派の男。
体を分解、再構築できる。
マシュラ達を(自分の体と同じ性質を持つ物質を擬態させた)遊園地に誘い込んで全滅を狙い、さらには配下であろうドラゴンをも使役し、マシュラ達を追い詰めた。
しかし、マシュラ達がマシュランボーになってしまい、彼もドラゴンと合体してビーストアイリスとなるも、マシュランボーの圧倒的な力の前に追い詰められてしまう。
それでも諦めずに、元の姿でビンカを人質にするも、マシュランボーの機転により油断した隙にビンカに逃げられ、そこにビンカを追ってさらに油断したところでマシュランボーからの連続攻撃を受け、敗北した。
ガリザーニ
声 - 里内信夫
カードリアンの一員。ビンカの持つマシュランボーの宝石を狙っていた。
本当は小動物の姿のまま、ビンカだけを狙うつもりだった。しかし、その道中でマシュラにやられて腹が立っているチンピラ達にぶつかってしまい、これでもかというくらいの暴行を受けたことで激怒。本当の姿を現してチンピラ達相手に大暴れする。
その最中、ビンカを見つけてマシュランボーの宝石を執拗に要求する。しかし、そこにマシュラが介入し、一発でやられてしまうも、カードリアンのパワーアップ能力によりガリザーニXLとなり復活。マシュラを追い詰めたが、土壇場でビンカから宝石を受け取ってハイパーフォームしたマシュラに、必殺技の「ファイヤーアタック」「バーニングクロスアタック」「ファイヤークラッシュ」などを食らい敗北した。
シロ、クロ
声-池田千草(シロ)、服巻浩司(シロ怪物形態)、 今野宏美(クロ)、土門仁(クロ怪物形態)
2体1組のカードリアン。何もないところから竹を生やし、操る能力を持つ。
ガリザーニ同様、ルナリアからマシュランボーの宝石を奪う命令を受けている。
小動物の姿でビンカに近づき、ギャンブルに興じてしまったマシュラがいない間に、隙を見て怪物形態となって宝石を奪おうとしたが、ギャンブルに負けてしまったマシュラがサーゴを連れて戻ってきてしまい失敗。
今度はみんなが寝てる間に奪おうとするも、こちらもマシュラが食器などを使って1人街へ出てギャンブルに興じようとしたところをビンカに見つかって、逃げてるところに正面衝突。マシュラが怒られることになったが、結果的に宝石は奪えず。
豪を煮やした2体は、これまで自分達に愛情を注いできたビンカを脅し、さらには目の前で変身。見事なチームワークでマシュラとサーゴを翻弄し、さらにはビンカの心を弄んできたことを平気で白状し、彼女を絶望に叩き落とす。しかし、これがマシュラだけでなくサーゴの逆鱗に触れてしまい、サーゴがハイパーフォームの力を取り戻すことになってしまう。
パンドリア
声-郷里大輔
劣勢となったシロとクロが、カードリアンカード合体した、ジャッカルに似た最強形態。シロとクロだった時の竹を操る能力も使えるが、それ以上にハイパーフォームしたマシュラとサーゴ以上の凄まじいスピードが持ち味。
最初は可愛いパンダに間違って変身してしまうも、すぐにこの形態へ変身し直す。
凄まじいスピードで翻弄しつつ、竹で身動きを封じてハイパーマシュラを追い詰める。それを危機一髪で助けに来たハイパーサーゴも、軽くあしらう。
しかし、クータルがハイパーフォームの能力を取り戻すと形勢が逆転。「ランドスマッシャー」に足を取られ、ハイパーマシュラを拘束していた竹を倒して自由にしてしまう。その後も自慢のスピードで翻弄するも、動きを見切ったマシュラ達から「アクアトルネード」、「バーニングクロスアタック」を連続で受けて敗北した。
暗黒王ラナンキュラス
声 - 青野武
第2部のラスボスで、カードリアンを統べる王。
ハイパーフォームしたマシュラ達を圧倒し、マシュランボーさえも追い込んだ。ハクバーの特殊能力により変身したゴールドマシュランボーに一度倒れる。
しかし、それでも復活し、ヤクモを取り込みパワーアップする。そして、ハイパーフォームしてないながらも強大な力を振るうマシュラと、ハイパーフォームしたサーゴとクータルを軽くあしらう。そして、マシュラ達に宿った3つの宝石を奪い取り、さらにパワーアップ。マシュラからは、彼のゴーバクカードをも奪い取り、握り潰した。
しかし、それが引き金となってゴッドマシュラが覚醒してしまう。完璧に覚醒したゴッドマシュラに追い詰められるも、ゴッドマシュラの力の余波でラナンキュラスの体内に宿る太陽系が壊滅。それを逆手にとって一時は有利に立つも、地球の意思がゴッドマシュラに最後の力を与えたことで、戦闘不能となる。
最後は、ゴッドマシュラによって巨大隕石へと特攻させられ、消滅した。

### 漫画版オリジナルキャラクター
＊声はコンプリートDVD付属音声ドラマ版
キングマトリクサー
声 - 山口勝平
300年前の地球に落下した隕石にへばりついていた寄生生物。
とあるマトリクサーの体を乗っ取って、キングマトリクサーを名乗り、全マトリクサーを率いて人類に戦争を仕掛けた。その理由は、自分がマトリクサーを吸収してより高度な生命体に進化するためであり、マトリクサーを人類から開放するなどは方便で、地球を自分専用の「マトリクサー牧場」および「使い捨ての体」程度にしか思っていなかった。
現在は300年前の人類との戦争で、人類から受けた傷を癒すために大量のマトリクサーを拉致しては吸収していた。この経験からヤクモを狙い、ヤクモを手に入れセンターから人類を復活させ、人類を吸収し、その高度な科学力を生み出す知性を手に入れようと企んでいた。
ヤクモを取り込んだ後、マシュラたちと交戦。ヤクモを人質にもしていたことから優位に立つが、マシュランボーの強制ゴーバク合体でヤクモとの神経の繋がりが一時的に途切れ、その隙を突かれて集中攻撃を受けるが、それに耐え抜き、逆に巨大な姿に変貌・パワーアップを果たす。だが、意識を取り戻したヤクモが命懸けで強制離脱。その直後、マシュラたちの連続攻撃を再度受けて倒された。
コンプリートDVDの特典ディスクの音声ドラマでは、マシュランボーを取り込んだことで、さらにカイゼルマトリクサーにパワーアップする。
コヤクモ
声 - 久川綾
漫画版エピローグに登場した、マシュラとヤクモの間に生まれた娘。マトリクサーと人間とのハーフ。天真爛漫な性格をしている。
マンガでは名前は登場しなかったが、コンプリートDVDの特典ディスクの音声ドラマにて、正式に「コヤクモ」と名前が付いた。

## 用語
隕石
本編から300年前・地球に衝突した強大なエネルギーを秘めた隕石。その衝突の際の打撃及びそれに伴う地軸の傾きによる環境の崩壊により人類は急速に減ってしまい、さらに人類が生み出した人工生命体マトリクサーの反乱によりヤクモを除いて人類は滅亡してしまう。
マトリクサー
人類に代わって地球を支配している種族。その起源は、300年前に人類が生み出したとされる人工生命体。
かつて300年前、マトリクサー七大将軍と共に人類に対し反乱を起し、隕石衝突の影響で減りつつあった人類を打倒し地球の支配者となる。
死ぬと「ゴーバクカード」というカードになり、これが無事ならば後に再生ができる（つまりカードが破れたりすれば完全な死となる）。
「ハイパーフォーム」と呼ばれるパワーアップ変身が可能な個体も存在する。また、自分以外のゴーバクカードを自らに取り込み、自身の力に変えることができる。
第1部のエピローグでは、時を超え300年前の時代にやってきたマシュラ達によって元凶のオリジナルマシュランボーが倒されたことにより、人類滅亡は回避された上に人類とマトリクサーが和解した歴史に改変された。
なお、誕生の理由に関してはアニメ版では深い説明がなかったが、漫画版では300年前の巨大隕石落下による被害の復興の労働力確保のためとされている。また、アニメ版では不明だが、漫画版では人間との混血が可能らしく、マシュラとヤクモの間に娘が生まれている。
ゴーバクカード
マトリクサーが倒された時になる姿。この時点では死には至らず、再生も可能であるが、破れたり燃えて灰になるなどしてカードが破損すると、完全に死亡する。
このカードを他のマトリクサーが使用すると、そのマトリクサーは「ハイパーマトリクサー」となり、さらに使用すると「合成マトリクサー」と進化する。
また、特定のマトリクサーどうしが合体すると「究極マトリクサー」へと進化する。(例  マシュラ＋サーゴ＋クータル=マシュランボー、マシュランボー＋ダークカード=ブラックマシュランボー、ハイパーリュウマ＋グランドラ=グランリュウマ、マシュランボー＋六代将軍=サタンマシュランボー、など)
ハイパーマトリクサー
ハイパーフォームを発動させ変身したマトリクサーのこと。普通のマトリクサーとは一線を画す存在である。個体数はあまり多くない。
マシュラ達3人は、マシュランボーの力の源となる宝石の力で、ハイパーフォームに変身していた。第2部冒頭ではその宝石が無かったため、ハイパーフォームに変身できなかった。
エッグカード
ロボット族によって作られた、"心に望む力を形にする"、マトリクサーにとって夢のようなカード。元々は、ヤクモを守る戦士のために作られたカードだった。
デスクロウによって1枚奪われてしまうが、実はさらに3枚あり、マシュラ達3人に無事、新たな力を与えた。
マトリクサー七大将軍
人類に反旗を翻した際に先陣を切った、最初の7体のマトリクサーのこと。人類を打倒して300年が経った現在は、地球各地を支配していた。ただし、打ち切りが決定したことで海洋王クラーケン、猛獣王ダイハンガー、幻獣王キマイラスは本編中すでにゴーバクカードとなっていた。
アニメ版ではマシュランボーと、彼が生み出した"六大将軍"と称される6人のマトリクサーの総称である。漫画版ではマシュランボーがヤクモ護衛用マトリクサーなので、1人は不明のまま。
センター
西に在るとされるヤクモ一行の目的地。
アニメ版では、300年前にオリジナル・マシュランボーによって破壊され、すでに遺跡となっていた。しかし、そこには最後の希望が残されていたとされる。
漫画版では生き残った人類が眠っている、ハクバーに似た超巨大人工衛星（宇宙船とも言われている）。
カードリアン
第二部の敵。ラナンキュラスと共に、300年前の隕石から地球に飛来してきた、彼の手下の侵略者達。
彼らも死ぬとカードになり、カードリアン同士での合体もできる。
ゴーバクブレード
マトリクサー六大将軍のカードを取り込んだハクバーと、マシュラ達が合体したマシュランボーが合体することで出現した長剣。
元々は、人間が作り出した究極の武器とされ、ラナンキュラスでさえも倒せるほどの切れ味を持つ。しかし、その真の力を発揮するためには、マシュランボー含む七大将軍全員の力を集結させないといけない。つまり、実質的に使えるのは、マシュランボーのみである。
一度はゴールドマシュランボーが使い、ラナンキュラスを倒せた。しかし、その後に不死身の力で復活したラナンキュラスに対しては、マシュラ達は合体していなかったため、実質的にマシュランボーの力が欠けてしまい、トドメを刺す前に折れてしまった。
ゴッドカード
300年前、ラナンキュラスを封印するために、宇宙の戦士達が作り出した善なる戦士が姿を変えたもの。
その後はラナンキュラスとともに隕石に封印され、地球への衝突とともに2つに千切れ、一方はどこかに飛んでいった。
実は、その善なる戦士とはゴッドマシュラのことであり、千切れて飛んでいった一方は、どこかでマトリクサーとしての命を授かり、マシュラとして転生した。
また、終盤にてヤクモは、センターに眠る最後の希望をマシュラ、ひいてはゴッドマシュラと結論づけていた。

## スタッフ
- プロデューサー - 岩本太郎（テレビ朝日）、矢田晃一（東映エージエンシー）、森下孝三（東映アニメーション）
- 原作 - 東堂いづみ
- 製作担当 - 松坂一光
- 音楽 - 堀井勝美
- キャラクターデザイン - 神村幸子
- 美術デザイン - 東潤一、窪田忠雄、内川文広
- 色彩設計 - 沢田豊二
- シリーズ構成 - 関島眞頼
- シリーズディレクター - 今沢哲男
- 原画 - 下笠美穂、佐々門信芳、進藤満尾、爲我井克美、上野ケン、長崎重信 他
- 背景 - スタジオロフト、ムクオプロ、ムクオスタジオ、スタジオ・イースター
- デジタル撮影 - 東映化学デジタルテック、AMGA
- オンライン編集 - TOVIC
- 編集 - 後藤正浩
- 録音 - 二宮健治→立花康夫
- 録音助手 - 国分政嗣
- 効果 - 小林直人
- 選曲 - 水野さやか
- 記録 - 梶本みのり
- 録音スタジオ - タバック
- プロデューサー補 - 馬場厚成
- 美術進行 - 北山礼子
- 仕上進行 - 土井克彦→浅間陽介
- 広報 - 織田笑里（テレビ朝日）
- 音楽協力 - テレビ朝日ミュージック
- 制作協力 - 東映
- 制作 - テレビ朝日、東映エージエンシー、東映アニメーション

## 主題歌
オープニングテーマ - 「Power Play」
作詞・作曲・編曲・歌 - 宮崎歩
挿入歌に使われることもあった。
エンディングテーマ - 「エンジョイパンク」
作詞 - KAZUMA / 作曲 - MASAKI / 編曲 - 菊地圭介 / 歌 - Jet's
挿入歌
「オアシス」（21話、最終話）
作詞・作曲・編曲・歌 - 宮崎歩
「We are the ONE」（24話）
作詞・作曲・編曲 - 菊地圭介 / 歌 - Jet's

## ネット局
出典は右記のものを使用。
| 放送対象地域  | 放送局           | 系列           | ネット形態 |
| ------------- | ---------------- | -------------- | ---------- |
| 関東広域圏    | テレビ朝日       | テレビ朝日系列 | 制作局     |
| 北海道        | 北海道テレビ     | テレビ朝日系列 | 同時ネット |
| 青森県        | 青森朝日放送     | テレビ朝日系列 | 同時ネット |
| 岩手県        | 岩手朝日テレビ   | テレビ朝日系列 | 同時ネット |
| 宮城県        | 東日本放送       | テレビ朝日系列 | 同時ネット |
| 秋田県        | 秋田朝日放送     | テレビ朝日系列 | 同時ネット |
| 山形県        | 山形テレビ       | テレビ朝日系列 | 同時ネット |
| 福島県        | 福島放送         | テレビ朝日系列 | 同時ネット |
| 新潟県        | 新潟テレビ21     | テレビ朝日系列 | 同時ネット |
| 長野県        | 長野朝日放送     | テレビ朝日系列 | 同時ネット |
| 静岡県        | 静岡朝日テレビ   | テレビ朝日系列 | 同時ネット |
| 石川県        | 北陸朝日放送     | テレビ朝日系列 | 同時ネット |
| 中京広域圏    | 名古屋テレビ     | テレビ朝日系列 | 同時ネット |
| 近畿広域圏    | 朝日放送         | テレビ朝日系列 | 先行放送   |
| 広島県        | 広島ホームテレビ | テレビ朝日系列 | 同時ネット |
| 山口県        | 山口朝日放送     | テレビ朝日系列 | 同時ネット |
| 香川県 岡山県 | 瀬戸内海放送     | テレビ朝日系列 | 同時ネット |
| 愛媛県        | 愛媛朝日テレビ   | テレビ朝日系列 | 同時ネット |
| 福岡県        | 九州朝日放送     | テレビ朝日系列 | 同時ネット |
| 長崎県        | 長崎文化放送     | テレビ朝日系列 | 同時ネット |
| 熊本県        | 熊本朝日放送     | テレビ朝日系列 | 同時ネット |
| 大分県        | 大分朝日放送     | テレビ朝日系列 | 同時ネット |
| 鹿児島県      | 鹿児島放送       | テレビ朝日系列 | 同時ネット |
| 沖縄県        | 琉球朝日放送     | テレビ朝日系列 | 同時ネット |

## 各話リスト
| 話 | 放送日        | サブタイトル                      | 脚本         | 演出       | 作画監督   | 美術監督 |
| -- | ------------- | --------------------------------- | ------------ | ---------- | ---------- | -------- |
| 1  | 2000年 2月5日 | 轟爆戦士いきなり怒変身            | 野中幸人     | 今沢哲男   | 上野ケン   | 窪田忠雄 |
| 2  | 2月12日       | 100億力だ!!スッゲェぞ怒鉄拳!!     | 山田健一     | 佐々木憲世 | 奥野浩行   | 窪田忠雄 |
| 3  | 2月19日       | 怒倒!!極悪クモ兄弟・金と銀        | 細井能道     | 中村哲治   | 石川晋吾   | 窪田忠雄 |
| 4  | 2月26日       | マシュラ、遊園地で大暴れ!?        | 関島眞頼     | 橋本光夫   | 内田順久   | 窪田忠雄 |
| 5  | 3月4日        | 強すぎる!昆虫王ドッカク!!         | 金巻兼一     | 小坂春女   | 岡村正弘   | 窪田忠雄 |
| 6  | 3月11日       | 最終決戦!マシュラvs昆虫王         | 川崎ヒロユキ | 今沢哲男   | 三船菊千代 | 窪田忠雄 |
| 7  | 3月18日       | 新大陸突入!ジャングルにひそむ怪人 | 金巻兼一     | 佐々木憲世 | 爲我井克美 | 窪田忠雄 |
| 8  | 3月25日       | マシュラ激闘!スクールウォーズ!!   | 金巻兼一     | 中村哲治   | 上野ケン   | 窪田忠雄 |
| 9  | 4月1日        | 敗北!クータル、サーゴ死す!        | 山田健一     | 橋本光夫   | 奥野浩行   | 窪田忠雄 |
| 10 | 4月8日        | 無敵の超戦士マシュランボー        | 細井能道     | 勝間田具治 | 石川晋吾   | 窪田忠雄 |
| 11 | 4月15日       | 脅威のチカラだ!ギャザ粉砕!        | 野中幸人     | 今沢哲男   | 内田順久   | 窪田忠雄 |
| 12 | 4月29日       | マシュラ・謎の老師に入門か!?      | 関島眞頼     | 小坂春女   | 岡村正弘   | 窪田忠雄 |
| 13 | 5月6日        | 敵か味方か?破壊神マシュランボー   | 川崎ヒロユキ | 佐々木憲世 | 三浦和也   | 窪田忠雄 |
| 14 | 5月13日       | ノンストップ暴走!黒い破壊神       | 川崎ヒロユキ | 中村哲治   | 爲我井克美 | 窪田忠雄 |
| 15 | 5月20日       | 天空のロボット王国メカノシティ    | 金巻兼一     | 橋本光夫   | 上野ケン   | 窪田忠雄 |
| 16 | 5月27日       | 巨大ロボ発進!謎のカード工場       | 山田健一     | 勝間田具治 | 佐々門信芳 | 窪田忠雄 |
| 17 | 6月3日        | 弱点なし!?悪魔の発明エッグカード  | 金巻兼一     | 今沢哲男   | 石川晋吾   | 窪田忠雄 |
| 18 | 6月10日       | 7大将軍の秘密!                    | 金巻兼一     | 佐々木憲世 | 内田順久   | 小浜俊裕 |
| 19 | 6月17日       | 倒せ!最強の鳥獣王ルシフェーヌ     | 川崎ヒロユキ | 小坂春女   | 岡村正弘   | 窪田忠雄 |
| 20 | 6月24日       | 大激突!マシュラVSマシュランボー   | 川崎ヒロユキ | 勝間田具治 | 奥野浩行   | 窪田忠雄 |
| 21 | 7月1日        | 戦いの果てに…                     | 金巻兼一     | 橋本光夫   | 爲我井克美 | 窪田忠雄 |
| 22 | 7月8日        | オレは最強王・マシュラさまだ!     | 関島眞頼     | 今沢哲男   | 上野ケン   | 窪田忠雄 |
| 23 | 7月15日       | 勇者復活のハイパーフォーム!       | 山田健一     | 中村哲治   | 石川晋吾   | 窪田忠雄 |
| 24 | 7月22日       | 地獄の使者その名はアイリス!!      | 川崎ヒロユキ | 佐々木憲世 | 内田順久   | 窪田忠雄 |
| 25 | 7月29日       | 目覚めよ!マシュランボー           | 金巻兼一     | 小坂春女   | 岡村正弘   | 小浜俊裕 |
| 26 | 8月12日       | 遅すぎた再会                      | 山田健一     | 橋本光夫   | 黒柳賢治   | 窪田忠雄 |
| 27 | 8月19日       | 最後の希望                        | 金巻兼一     | 今沢哲男   | 石川修     | 須和田真 |
| 28 | 8月26日       | ヤクモ落日に死す                  | 川崎ヒロユキ | 小村敏明   | 爲我井克美 | 小浜俊裕 |
| 29 | 9月2日        | 果てしなき死闘                    | 川崎ヒロユキ | 中村哲治   | 上野ケン   | 窪田忠雄 |
| 30 | 9月9日        | マシュラの使命                    | 川崎ヒロユキ | 橋本光夫   | 石川晋吾   | 小浜俊裕 |
| 31 | 9月16日       | 心ある戦い                        | 金巻兼一     | 小坂春女   | 岡村正弘   | 内川文広 |
| 32 | 9月23日       | さらばマシュランボー              | 関島眞頼     | 今沢哲男   | 内田順久   | 窪田忠雄 |

## 映像ソフト
- ビデオ（VHS、セル・レンタル共通）が全話リリースされている。
- 総集編DVD・第1部『心を力に』、第2部『終わらない地球』が2008年9月21日に発売された。
- 全話収録のコンプリートDVDが2009年1月21日に発売された。

## ネット配信
YouTubeの「東映アニメーションミュージアム公式チャンネル」より第1話が無料配信されている。
そして2020年12月21日より、同チャンネルでアニメ放送20周年を記念して、第1話を含む全32話が期間限定無料配信されている（これにより「第1話のみ配信」は中断）。配信話と期間は次の通り。
| 配信話 | 配信話 | 配信期間   | 配信期間   |
| ------ | ------ | ---------- | ---------- |
| 1      | 5      | 2020.12.21 | 2021.03.21 |
| 6      | 10     | 2020.12.22 | 2021.03.22 |
| 11     | 15     | 2020.12.23 | 2021.03.23 |
| 16     | 20     | 2020.12.24 | 2021.03.24 |
| 21     | 25     | 2020.12.25 | 2021.03.25 |
| 26     | 30     | 2020.12.26 | 2021.03.26 |
| 31     | 32     | 2020.12.27 | 2021.03.27 |

※配信開始時刻と終了時刻は全て12:00（JST）。

## 漫画版
岩本佳浩作画でコミックボンボンに連載。単行本は全2巻。悲劇的な要素が強かったアニメ版とは全く異なる内容で、マシュラとヤクモが結ばれ、2人の間に娘が誕生するなど、ハッピーエンドになっていた。
アニメのコンプリートDVDには『コミック版マシュランボー3Dサウンドスペシャルドラマ』（音声ドラマ）が付き、本編のダイジェストや後日談などが収録されている。ヤクモの父ダイゴの声をアニメ主題歌を歌った宮崎歩が、後日談に出たガンちゃんの声を作画の岩本佳浩が担当した。